# Janina Fetlińska
Janina Fetlińska (14 de junho de 1952 - 10 de abril de 2010) foi uma política polaca, membro do senado.
Foi uma das vítimas do acidente do Tu-154 da Força Aérea Polonesa.